# Jorge Valdívia
Jorge Luis Valdivia Toro (pronunție în spaniolă [ˈxorxe ˈlwjs βalˈdjβja], n. 19 octombrie 1983) este un fotbalist chilean care joacă pentru Palmeiras ca mijlocaș de creație (număr 10 clasic).

## Titluri

### Club
Colo-Colo
- Torneo Apertura (1): 2006

Palmeiras
- Campeonato Paulista (1): 2008
- Copa do Brasil (1): 2012
- Campeonato Brasileiro Série B (1): 2013

Al Ain
- Etisalat Emirates Cup (1): 2008
- UAE President Cup (1): 2008–09
- Supercupa UAE (1): 2009

## Legături externe
- Magovaldivia.com Arhivat în 21 ianuarie 2020, la Wayback Machine.
- Palmeiras.globo.com Arhivat în 11 octombrie 2007, la Wayback Machine.
- CBF[nefuncțională]
- Zerozero.pt[nefuncțională]